# 贝尔塞鲁埃洛
贝尔塞鲁埃洛，是西班牙卡斯蒂利亚-莱昂巴利亚多利德省的一个市镇。总面积14平方公里，总人口44人（2001年），人口密度3人/平方公里。